# Breakpoint Cluster Region
Das BCR-Gen (von Breakpoint cluster region) ist ein menschliches Gen auf Chromosom 22. Es ist eines der beiden Gene des BCR--Komplexes, welcher mit dem Philadelphia-Chromosom assoziiert ist. Das normale Produkt von BCR kodiert für ein Enzym (eine Kinase) mit 1271 Aminosäuren, mit dem alternativen Namen Renalkarzinom-Antigen NY-REN-26.

## Pathologie
Eine wechselseitige (reziproke) Translokation zwischen den Chromosomen 22 und 9 erzeugt das Philadelphia-Chromosom, welches häufig bei Patienten mit einer chronischen myeloischen Leukämie gefunden wird. Der Bruchpunkt auf dem Chromosom 22 befindet sich innerhalb des BCR-Gens. Die Translokation erzeugt ein Fusionsprotein, welches aus den Genen BCR und ABL zusammengesetzt ist. ABL ist das Gen, das in der Philadelphia-Bruchpunktregion auf Chromosom 9 liegt.
Obwohl das BCR-ABL-Fusionsprotein sehr intensiv untersucht wurde, ist die normale Funktion des BCR-Proteins bis heute unklar. Das Protein hat eine Serin/Threonin-Kinase-Aktivität und ist ein GTPase-aktivierendes Protein für RAC1. Zwei mRNA-Varianten, die für verschiedene Isoformen von BCR kodieren, wurden bisher gefunden.

## Weiterführende Literatur
- L. Wang u. a.: e19a2-positive chronic myeloid leukaemia with BCR exon e16-deleted transcripts. In: Leukemia 16, 2002, S. 1562–1563, PMID 12145699
- P. Karlson u. a.: Karlsons Biochemie und Pathobiochemie. Georg Thieme Verlag, 2005, S. 759. ISBN 3-133-57815-4